# Kuroyume“the end”〜CORKSCREW A GO GO!FINAL〜090129 日本武道館
『kuroyume “the end” 〜CORKSCREW A GO GO! FINAL〜090129 日本武道館』（クロユメ ジ・エンド コークスクリュー・ア・ゴー・ゴー・ファイナル ゼロキュウイチニキュウ ニッポンブドウカン）は、日本のロックバンド、黒夢の2作目のライブアルバム。

## 概要

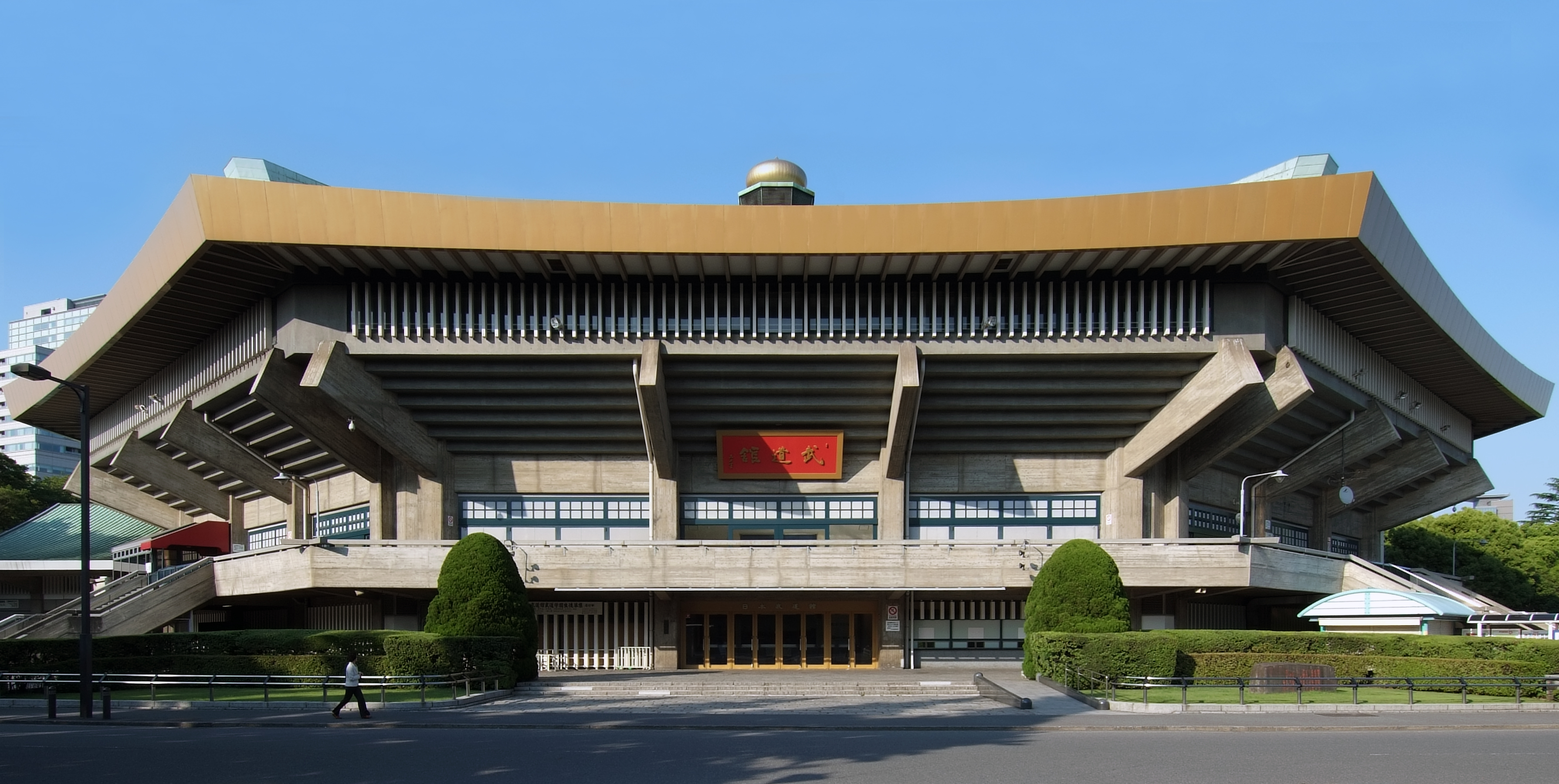
会場の日本武道館

1999年より無期限活動休止となっていた黒夢を10年振りに一夜限りで再結成させると、2008年に清春より発表、2009年1月29日に日本武道館で行なわれたライブを収録したアルバム。本作品発売1週間後には、同ライブを収録したDVDも発売。
ほぼノーカットで収録されているが、「Suck me!」のみ歌詞内容により収録されていない。
再結成に関し清春は「黒夢を終わらせる為」と語っている。また、「もし黒夢を続けていたらこんな感じだっただろう」ということで、SADSの『THE ROSE GOD GAVE ME』に収録されている「Hate」と「See A Pink Thin Cellophane」曲も演奏、収録。

## 収録曲

### DISC 1
1. FAKE STAR
2. SPOON & CAFFEINE
3. BARTER
4. MIND BREAKER
5. CAN'T SEE YARD
6. BAD SPEED PLAY
7. CANDY
8. BASS solo
9. MASTURBATING SMILE
10. FASTER BEAT
11. HELLO, CP ISOLATION
12. YA-YA-YA!
13. ROCK 'N' ROLL
14. C.Y. HEAD
15. 後遺症 -aftereffect-
16. LAST PLEASURE

### DISC 2
1. Hate
2. See A Pink Thin Cellophane
3. S.O.S.
4. カマキリ
5. SICK
6. Like @ Angel

## メンバー
- 清春: Vocals
- 人時: Bass
- K-A-Z: Guitar
- GO: Drums